# Richard Douglas Lane
Richard Lane (Kissimmee, Florida, 1926 –2002) va ser un erudit, autor, col·leccionista i marxant d'art d'ètnia japonesa. Després de graduar-se el 1944, es va allistar al cos de marines dels Estats Units, en el qual el van formar com a traductor de japonès. Va servir com a marine al Japó durant la Segona Guerra Mundial. Es va llicenciar en literatura japonesa i xinesa a la Universitat de Hawaii. Va seguir els seus estudis a la Universitat de Colúmbia, on va aconseguir un màster i un doctorat en literatura japonesa del segle xviii. El 1957, es va traslladar al Japó on hi va viure la resta de la seva vida. El 1960, es va casar amb una metgessa anomenada Chiyeko Okawa, amb qui va seguir casat fins a la mort d'ella el 1999.
Lane mai no va formar part d'una universitat, sinó que es va apanyar sol com a autor, marxant i assessor.

## Lane i l'Acadèmia de les Arts d'Honolulu
Richard Lane va ser investigador associat visitant a l'Acadèmia de les Arts d'Honolulu del 1957 al 1971. Durant aquest temps, va ajudar a catalogar la col·lecció James A. Michener de gravats japonesos. El 2002, Lane va morir sense testar i sense hereus a Kyoto, i l'Acadèmia de les Arts d'Honolulu va comprar la seva col·lecció a les autoritats judicials japoneses. La col·lecció de Lane constava de gairebé 20.000 pintures, gravats i llibres.
De l'octubre del 2008 al febrer del 2009, l'Acadèmia de les Arts d'Honolulu va exposar una mostra de la col·lecció sota el títol “Richard Lane and the Floating World” (Richard Lane i el Món Flotant). Del març al juny del 2010, l'Acadèmia de les Arts d'Honolulu va exposar un segon lliurament de la col·lecció sota el títol "Masterpieces from the Richard Lane Collection" ('Obres mestres de la col·lecció Richard Lane').

## Publicacions
Les publicacions de Richard Lane inclouen:
- Lane, Richard, Erotica Japonica: Masterworks of Shunga Painting, New York, Japan Publications, 1986. ISBN 0870406655
- Lane, Richard, Hokusai, Life and Work, New York, Dutton, 1989. ISBN 0525244557
- Lane, Richard, Images from the Floating World: The Japanese Print, Including an Illustrated Dictionary of Ukiyo-e, New York, Putnam, 1978. ISBN 0399121935
- Lane, Richard, Japanische Holzschnitte, München Zürich, Droemersche, 1964.
- Lane, Richard, L'Estampe Japonaise, Paris, Aimery Somogy, 1962.
- Lane, Richard, Masterpieces of Japanese Prints: The European Collections Ukiyo-e from the Victoria and Albert Museum, New York, Kodansha America Inc, 1991. ISBN 9784770016133
- Lane, Richard, Masters of the Japanese Print, Their World and Their Work (The Arts of Man series), Garden City, N.Y., Doubleday, 1962.
- Lane, Richard, Shinpen Shoki Hanga: Makurae (Shunga: The Ukiyo-e Primitives), Tokyo, Gakken, 1995. ISBN 4055001460
- Lane, Richard, Teihon Ukiyo-e Shunga Meihin Shusei (The Complete Ukiyo-e Shunga), Tokyo, Kawade Shobo Shinsha.
- Lane, Richard, Ukiyo-e Holschnitte. Künstler und Werke, Zürich, 1978.
- Lane, Richard Douglas, Hokusai to Hiroshige, Köln, Galerie Eike Moog, 1977.
- Michener, James A. with notes on the prints by Richard Lane, Japanese Prints, From the Early Masters to the Modern, Rutland, Vermont, Charles E. Tuttle Company, 1959.